# Cordillera Azul (Estados Unidos)
La cordillera Azul (en inglés, Blue Ridge Mountains) es una provincia fisiográfica de los Apalaches, que es una importante cordillera ubicada en el este de Norteamérica. La cordillera Azul se extiende íntegramente en Estados Unidos, formando parte de los siguientes siete estados: Pensilvania, Maryland, Virginia, Carolina del Norte, Carolina del Sur, Tennessee y Georgia. Se extiende entre las provincias de Valley and Ridge y el Piedmont.
El pico más alto de la cordillera (y de toda la cadena de los Apalaches) es el monte Mitchell en Carolina del Norte de 2037 m. Hay 39 picos en Carolina del Norte y Tennessee superiores a los 1800 m; si se compara con la porción norte de los montes Apalaches, solo el monte Washington de Nuevo Hampshire supera los 1800 m.

## Geografía
La Cordillera Azul es una provincia fisiográfica de la región conocida como tierras altas de los Apalaches. La cadena montañosa está ubicada en el este de los Estados Unidos y se extiende 550 millas al suroeste desde el sur de Pensilvania hasta el norte de Georgia. Esta provincia consta de dos secciones fisiográficas: norte y sur, que se dividen cerca de la brecha del río Roanoke. Al oeste de la cordillera, se encuentra el Gran Valle de los Apalaches, bordeado al oeste por la provincia de Valley and Ridge de la cordillera de los Apalaches.
Las montañas son conocidas por tener un color azulado cuando se ven desde la distancia, provocado por los árboles a partir del isopreno liberado a la atmósfera. Esto contribuye a la neblina característica de las montañas y el color percibido.
La Cordillera Azul contiene las montañas más altas del este de América del Norte al sur de la isla Baffin. Unos 125 picos superan los 1500 m de altura. El pico más alto de la cordillera (y de toda la cadena de los Apalaches) es el monte Mitchell en Carolina del Norte con 2037 m.

## Vegetación
La Cordillera Azul tiene hábitats de bosques de robles y nogales, que comprenden la mayoría de los bosques de ladera de los Apalaches. La flora también incluye pastos, arbustos, cicutas y bosques mixtos de pinos y encinos.
Si bien la cordillera incluye las cumbres más altas del este de los Estados Unidos, el clima es demasiado cálido para soportar una zona alpina y, por lo tanto, la cordillera carece de la línea de árboles que se encuentra en elevaciones más bajas en la mitad norte de la cordillera de los Apalaches. El modelo estadístico predice que la línea de árboles alpinos existiría por encima de los 2434 m (7985 pies) en la zona climática y la latitud de los Apalaches meridionales.
Dentro de la provincia de la Cordillera Azul hay dos parques nacionales importantes: el Parque Nacional Shenandoah en la sección norte y el Parque Nacional Great Smoky Mountains en la sección sur. Los ocho bosques nacionales incluyen George Washington y Jefferson, Cherokee, Pisgah, Nantahala y Chattahoochee. Blue Ridge Parkway, una carretera escénica de 469 millas (755 km) de largo, conecta los dos parques y corre a lo largo de las crestas de las montañas, al igual que el sendero de los Apalaches.

## Historia
Los ingleses que fundaron en la Colonia de Virginia a comienzos del siglo XVII (concretamente los primeros llegaron en 1607) escribieron que los nativos Powhatan llamaban a esta cordillera Quirank. Al pie de la cordillera vivían varias tribus, como los iroqueses y los shawnee. 
El físico y explorador alemán John Lederer fue el primer europeo que alcanzó alguna cima de la cordillera, lo cual lo consiguió en 1669. A principios del siglo XVIII, los iroqueses cedían sus tierras del sur del río Potomac y al este de la cordillera Azul a la Colonia de Virginia mediante un tratado.